# Сона (река)
Сона (фр. La Saône) река је која протиче кроз источну Француску. Извире у области планина Вогези, а затим тече ка југу. Дуга је 480 km. Улива се у Рону у Лиону.
Протиче кроз следеће француске департмане: Вогези, Горња Саона, Златна обала, Сона и Лоара и Рона. 